# Гильд, Абрам Петрович
Абрам Петрович Гильд  (24 декабря 1908, Ялта, Таврическая губерния — май 1980) — советский ватерполист, тренер, арбитр и функционер. В качестве игрока выступал на позиции нападающего. Заслуженный мастер спорта СССР. Заслуженный тренер РСФСР. Заслуженный тренер Грузинской ССР. Судья всесоюзной категории (1955).

## Биография
Родился 24 декабря 1908 года в Ялте Таврической губернии. Брат — Рафаил Гильд (1913—1954), также занимался водным поло.
В качестве ватерполиста Абрам Гильд играл за московское «Динамо» с 1937 по 1948 год. С 1928 по 1936 года выступал в составе сборной Москвы.
С 1933 по 1935 года служил в Московском уголовном розыске. Участник Финской войны и польского похода Красной армии. Во время Великой Отечественной войны сражался на Западном, Калининском и 3-м Белорусском фронтах, был как комбатом, так и редактором полковой, а позже дивизионной газеты «Патриот Родины». Завершил службу на советско-японской войне. Награждён 2 орденами, 15 медалями и 5 знаками отличия.
После войны служил в НКВД и МГБ. Являлся разведчиком 3-го отдела. В 1960 году ему было присвоено звание майора МВД СССР.
Занимался тренерской деятельностью. Работал старшим тренером московского «Динамо» (1945—1951) и тбилисского «Динамо» (1955—1956), а также был тренером сборной СССР в 1951 году. Под его руководством московское «Динамо» завоевало серебро чемпионата СССР (1950) и Кубок СССР (1949), а сборная Грузии стала второй на Спартакиаде народов СССР (1956).
В 1951 году стал старшим тренером по плаванию и водному поло в ЦСО «Динамо». С 1957 по 1970 год возглавлял отдел водных видов спорта ЦС ВФСО «Динамо», а в 1957—1968 годах занимал пост председателя всесоюзного тренерского совета.
Автор книг: «Брасс и баттерфляй: Техника, обучение и методика тренировки» (1958, соавтор), «Кроль на груди: Техника, обучение и методика тренировки» (1958, соавтор), «Водное поло» (1963, соавтор), «Судейство соревнований по водному поло» (1967), «Тренировка ватерполиста» (1966, 1989, обе — соавтор), статей о развитии водного поло и плавания в сборнике «Мы из „Динамо“» (1968).
Скончался в мае 1980 года. Похоронен в Москве на Новом Донском кладбище.

## Достижения

### В качестве игрока
- Чемпион СССР: 1934[1]
- Серебряный призёр чемпионата СССР: 1937[1]
- Бронзовый призёр чемпионата СССР: 1938, 1945[1]
- Бронзовый призёр Всесоюзной спартакиады: 1928[1]

### В качестве тренера
- Серебряный призёр чемпионата СССР: 1950[1]
- Обладатель Кубка СССР: 1949[1]
- Серебряный призёр Спартакиады народов СССР: 1956[1]

## Награды
- Орден Отечественной войны II степени (10 марта 1945)[1]
- Орден Красной Звезды (2 октября 1945)[1]
- Медаль «За оборону Москвы» (15 декабря 1944)[1]
- Медаль «За отвагу» (2 апреля 1942)[1]